# Верх-Язьва
Верх-Язьва — село в Красновишерском районе Пермского края. Административный центр Верх-Язьвинского сельского поселения.

## История
Коренное население — обрусевшие язьвинские пермяки. Населённый пункт упоминается в письменных источниках (писцовая книга Яхонтова) в 1579 и 1623 годах как деревня Язва, позднее — Верх-Язьва. В 1677 году, после постройки здесь деревянной Христорождественской церкви, получил статус погоста (центра округи), затем — села Верх-Язьвинское. В 1833—1837 годы на средства А. И. Дубровина был построен каменный храм, который в перестроенном виде сохранился на территории мастерских с. Верх-Язьва (закрыт 11 марта 1938 года). До 1920-х годов село входило в Чердынский уезд.
В апреле 1929 года в селе было образовано товарищество по совместной обработке земли (ТОЗ), 14 марта 1930 года — колхоз «8-е марта». 9 марта 1952 года колхоз был укрупнён и получил новое название — «Новый путь». 8 января 1969 года создан совхоз «Вишерский». В 1930-х годах в селе располагался маслозавод. С 16 марта 1951 по 1958 год здесь существовала Красновишерская МТС (позднее — Красновишерское отделение «Сельхозтехники»).
Верх-Язьва была центром Верх-Язьвинской волости Чердынского уезда и Верх-Язьвинского сельского совета (до января 2006 года).

## Географическое положение
Расположено на правом берегу реки Язьва, при впадении в неё реки Шудья, примерно в 46 км к юго-востоку от центра района, города Красновишерск.

## Население
| 2010 |
| ---- |
| 868  |

## Улицы
- Заречная ул.,
- Комсомольская ул.,
- Молодёжная ул.,
- Набережная ул.,
- Нагорная ул.,
- Николая Попова ул.,
- Пятилетки ул.,
- Революции ул.,
- Свободы ул.,
- Северная ул.,
- Сельская ул.,
- Советская ул.,
- Строителей ул.,
- Студенческая ул.,
- Школьная ул.,
- Юбилейная ул.
- Южная ул[4].

## Топографические карты
- Лист карты P-40-139,140 Северный  Колчим. Масштаб: 1 : 100 000. Состояние местности на 1982 год. Издание 1987 г.